# 乌托邦湖怪物
乌托邦湖怪物（英文：Lake Utopia Monster）是指出没于加拿大新不伦瑞克省夏洛特县乌托邦湖的神秘动物。据神秘动物学家洛伦·科尔曼的记述，乌托邦湖怪物是一种类似鲸鱼的动物，当地居民称其为”老奈德“（Old Ned）。

## 历史
乌托邦湖怪物的历史非常古老，在18世纪末当地便流传着关于湖泊中的巨兽故事，而原住民的故事则可追溯至更久远时代。传闻乌托邦湖一带的猎手曾试图以巨网捕捉湖怪，但从未有人成功。
据报道，乌托邦湖怪物的首次被记录的目击报告为1867年，临近湖泊的锯木厂工人看见一只9米长、3米宽像鳗鱼的动物在湖中游动。1868年帕萨马科迪湾发现长有鳍、有着扁平尾巴的大海蛇尸体，但之后的研究认为这可能是搁浅的鲨鱼。类似的目击还发生过多次，其中不乏受尊重人士。
1982年，一名造纸厂工人看见一只巨型生物部分身躯浮出水面后又迅速下潜。1996年，多名目击者在乌托邦湖看见一只30-40英尺（9.1-12.1米）的动物。
乌托邦湖怪物最近一次的目击为2000年。

## 理论
乌托邦湖怪物有着许多理论，大致如下：巨型鳗鱼说、皇带鱼说、巨龟说与未确认鲸鱼说等。